# Riserva naturale Laguna di Orbetello di Ponente
La riserva naturale Laguna di Orbetello di Ponente è un'area naturale protetta che si estende per 30 ettari su gran parte del settore nord-occidentale della omonima laguna, in Toscana.

## Storia
La protezione dell'area risale al 1971, quando il Ministero dell'Agricoltura e Foreste, su sollecitazione del WWF Italia, istituì l'Oasi sui primi 800 ettari. 

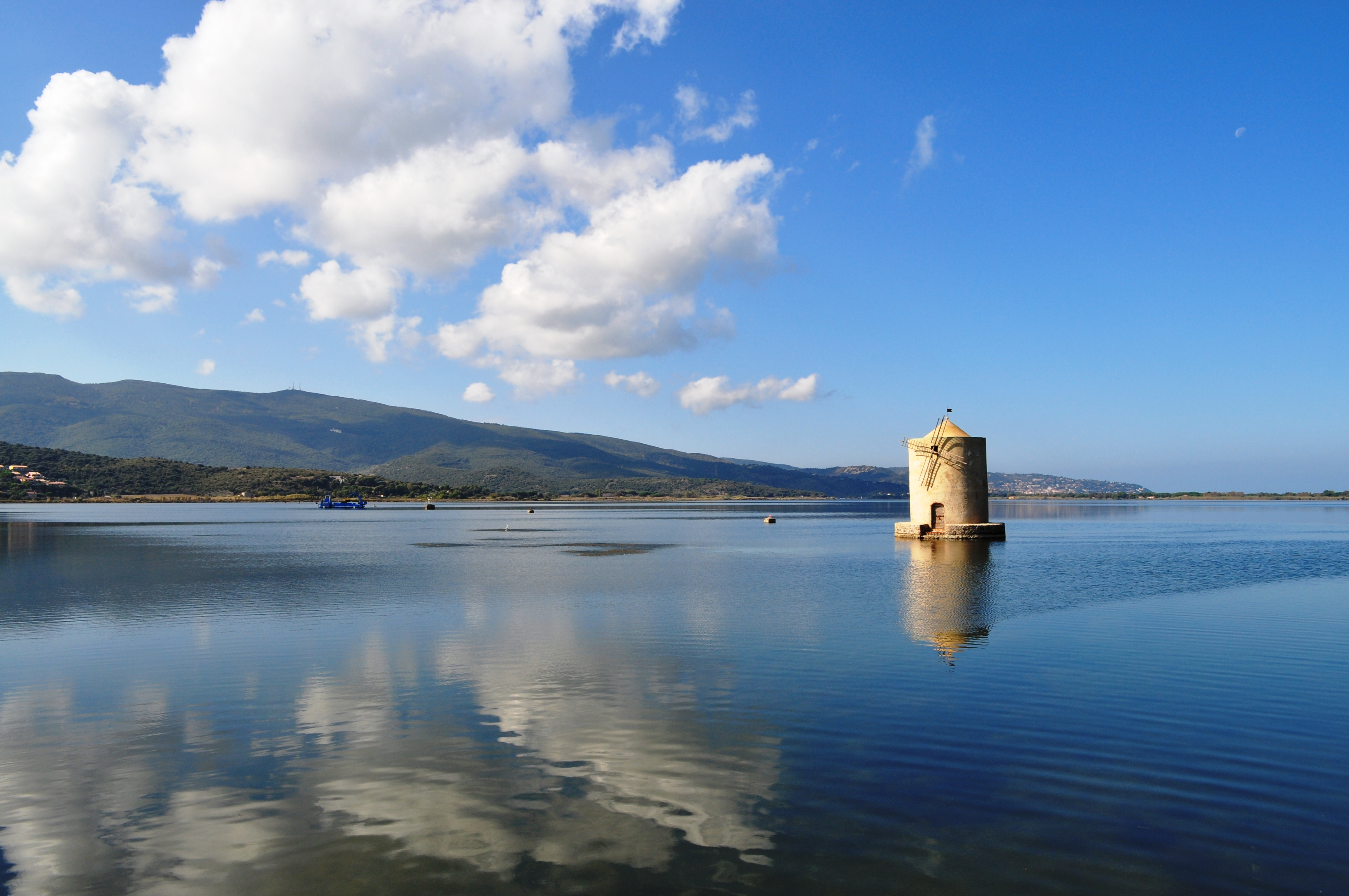
Il Molino Spagnolo, nei pressi di Orbetello, sorge a testimonianza dello Stato dei Presidi di cui la città divenne capitale nel 1557.

Nel 1977 l'area fu dichiarata zona umida di importanza internazionale ai sensi della convenzione di Ramsar. Nel 1980, 30 ettari all'interno dell'Oasi WWF divennero riserva naturale dello Stato e, nel 1998, fu istituita la riserva naturale provinciale che copre gli attuali 1.533 ettari di area protetta.
Nel contempo, il WWF Italia ha acquistato prima 60 ettari, comprensivi del bosco di Patanella, e poi ulteriori 100 ettari.

## Territorio
La riserva comprende, a NW, parte del tombolo della Giannella, che separa la laguna dal mare e sul quale sorge il Casale Giannella, centro di educazione ambientale di proprietà del WWF Italia, dedicato a Aurelio Peccei.
L'area protetta interessa poi gran parte della superficie della laguna di Ponente. Il sentiero natura dell'oasi è raggiungibile da località Ceriolo, presso Albinia.

## Flora
Sul tombolo della Giannella, che separa la laguna dal mare, cresce la tipica vegetazione dunale e la macchia mediterranea.
Sul lato interno è presente invece una fascia a salicornie e canneto, alle cui spalle vegetano grosse sughere, olmi, frassini, pioppi, oltre agli eucalipti, di provenienza australiana ed introdotti in passato come frangivento.
Nella zona più a sud, presso Patanella, si estende una bella sughereta, con presenza di lecci e pini marittimi, con ai lati due tratti di pineta a pino domestico e, verso la laguna, distese di brugo.

## Fauna

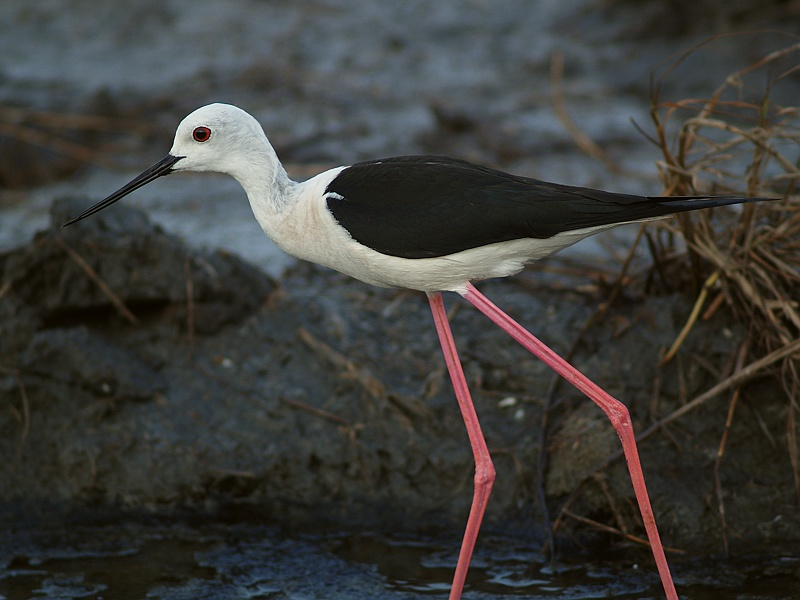
Cavaliere d'Italia

Nella laguna nidificano, svernano o transitano durante la migrazione molte specie di uccelli, fra i quali ricordiamo il cormorano, gli aironi (cenerino, bianco maggiore, garzetta e, nei prati circostanti, l'airone guardabuoi),    il fenicottero, la spatola, la volpoca e altre anatre (germano reale, alzavola, mestolone, fischione, oltre all'elegante codone), il falco pescatore, la pavoncella, il cavaliere d'Italia (la cui nidificazione, osservata da Fulco Pratesi, servì da stimolo alla protezione dell'area), l'avocetta, la pettegola e numerosi altri limicoli.
Grazie alla collaborazione con un'associazione protezionistica austriaca, che ne sta curando la riproduzione in cattività ed il riadattamento alle rotte migratorie, la riserva è frequentata poi dagli ibis eremiti.
Le acque della laguna sono ricche di pesce pregiato come spigole, orate, muggini (che è frequente veder saltare fuori dall'acqua) e anguille.

## Strutture ricettive
Il Casale Spagnolo di Giannella ospita il centro studi e educazione ambientale del WWF Italia.

## Accesso
Si accede all'area in Località Ceriolo, dalla Strada Statale Aurelia, km 147.